# قائمة العواصم في أستراليا
يوجد في أستراليا ثمانية مدن العاصمة، كل منها تقوم مقام مقر حكومة الولاية أو الإقليم الذي تقع فيه. ملبورن كانت العاصمة الأولى بعد عام 1901 لاتحاد أستراليا. في عام 1927، تم نقل مقر الحكومة الوطنية إلى المدينة المنشأة حديثا كانبرا والتي لا تزال بمثابة العاصمة الوطنية.
تستضيف كل عاصمة المهام القضائية والإدارية والتشريعية لولايتها. في كل ولاية وإقليم داخلي تكون العاصمة هي المدينة الأكثر اكتظاظا بالسكان.
ويمتلك الأقليم الأسترالي الخارجي جزيرة نورفولك العاصمة الخاصة به في العاصمة كينغستون، على الرغم من أن كينغستون هي المركز الإداري للحكومة؛ إلا أن العاصمة الفعلية هي بيرنت باين [الإنجليزية] التي تعتبر أكبر مدينة في الجزيرة.

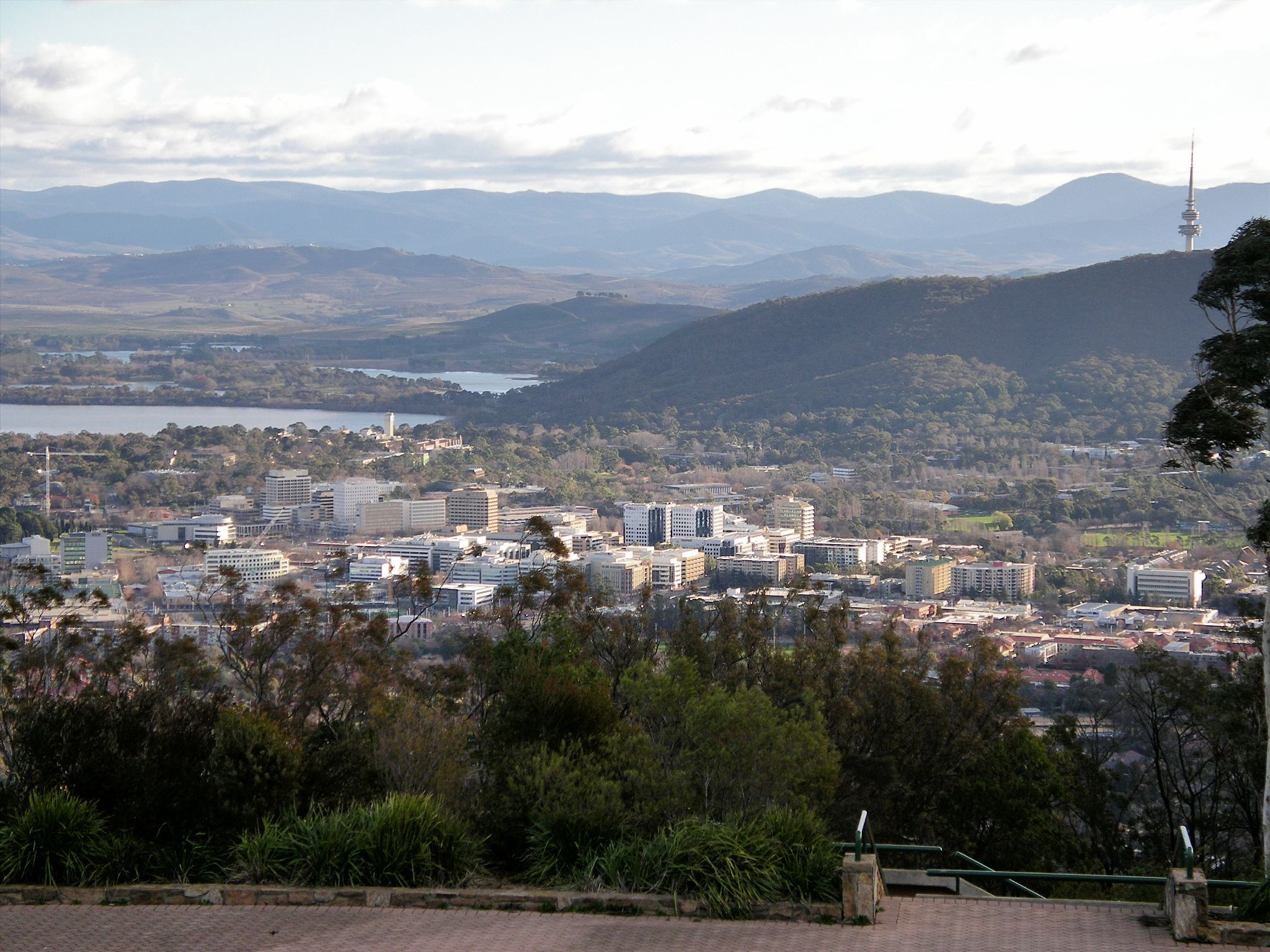
إطلالة على سيفيك من جبل أينسلي، مع برج تلسترا في الخلفية

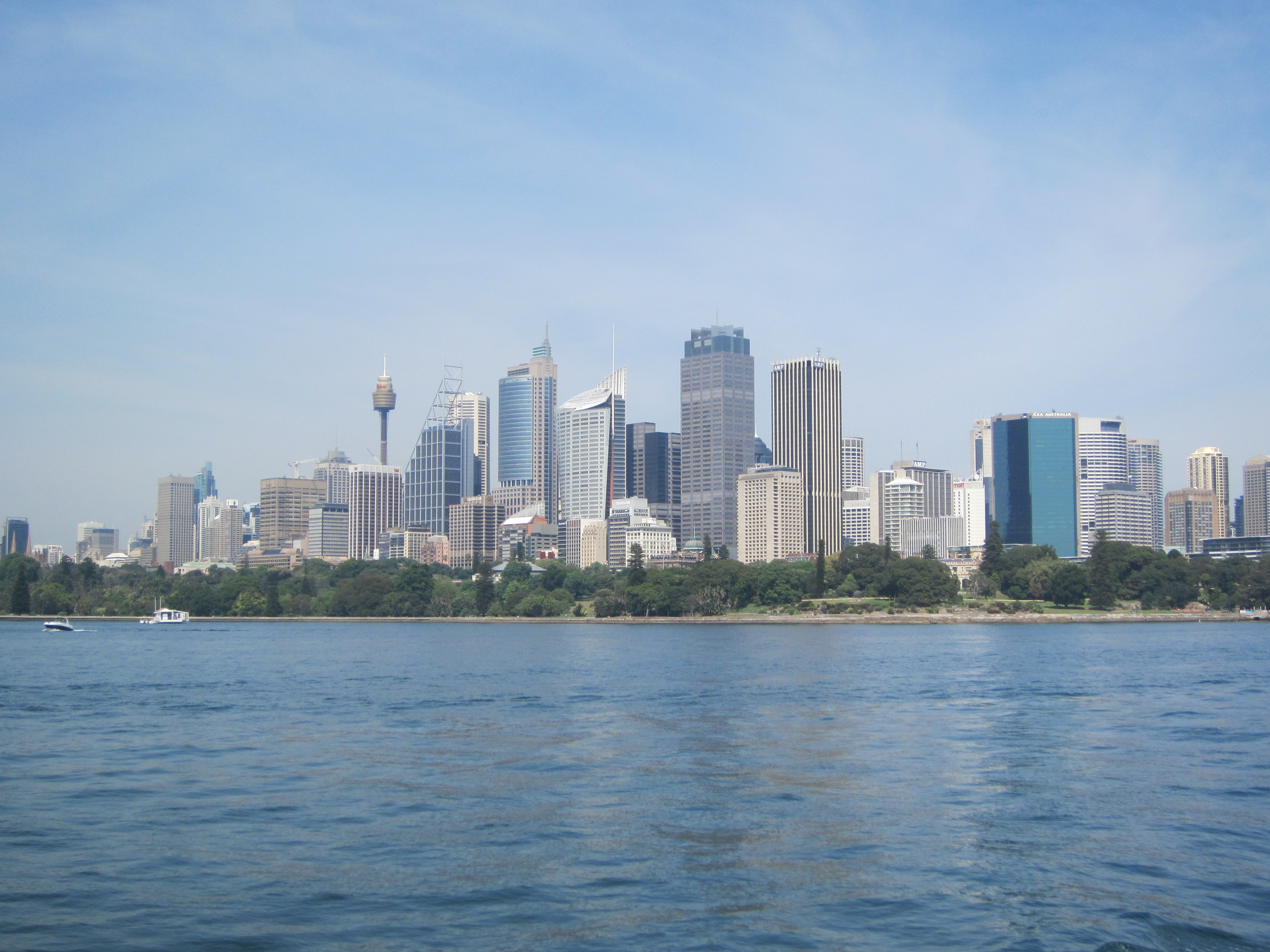
أفق منطقة التجارة المركزية في سيدني

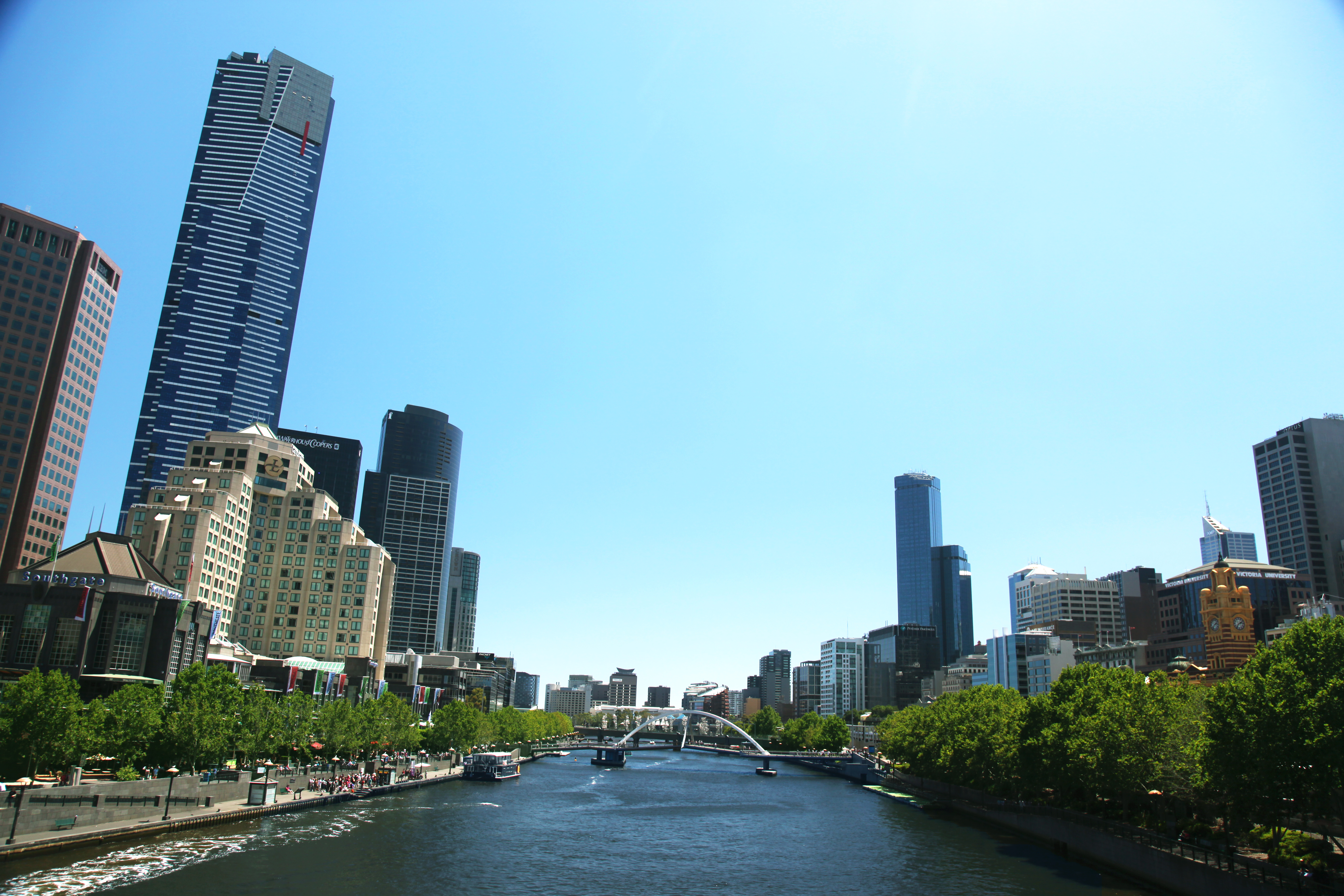
أفق ملبورن على نهر يارا

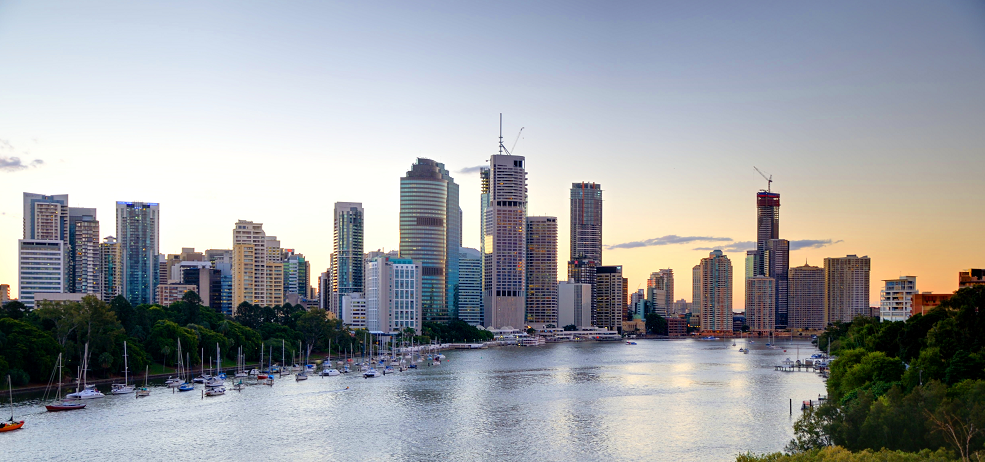
منطقة الأعمال المركزية في بريزبن، مع جسر ستوري في المقدمة

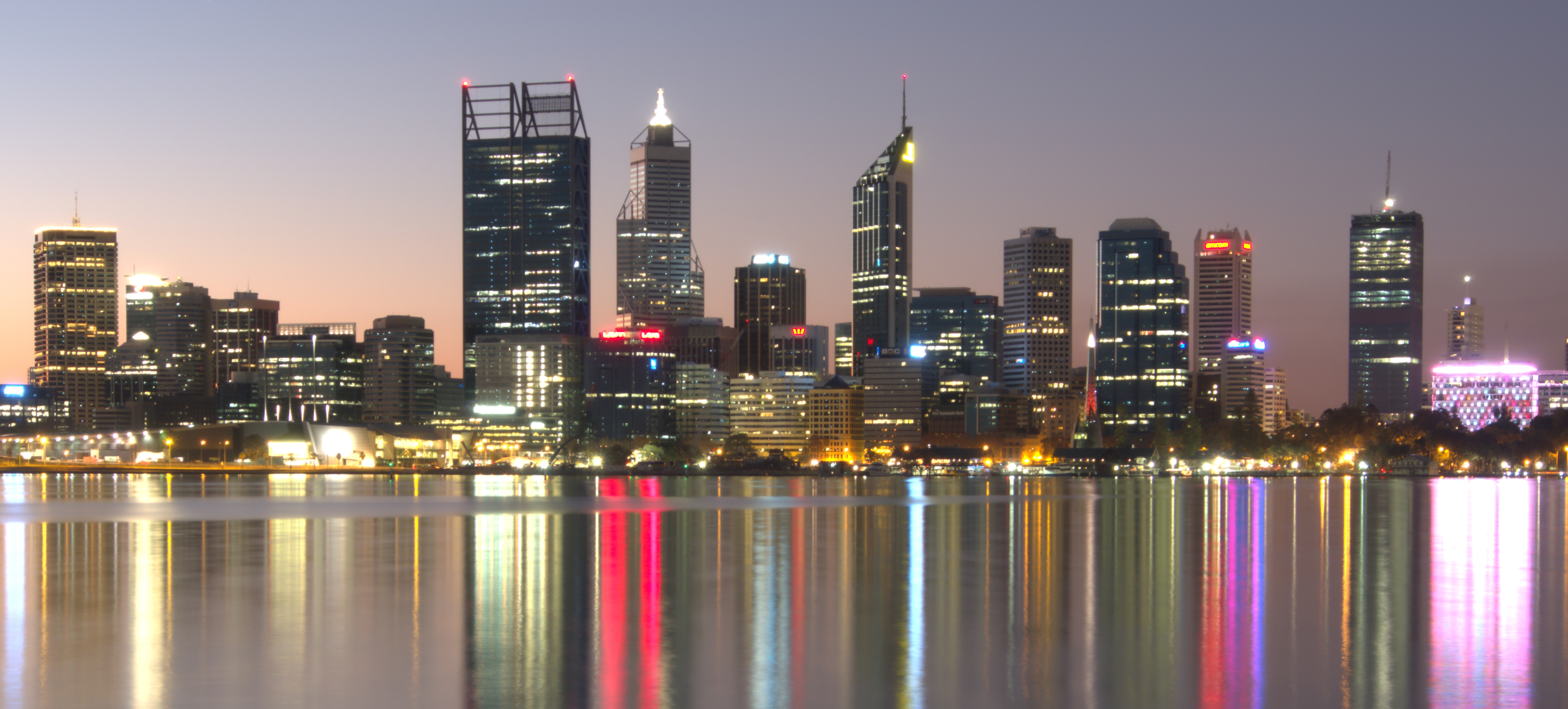
منظر لبرث

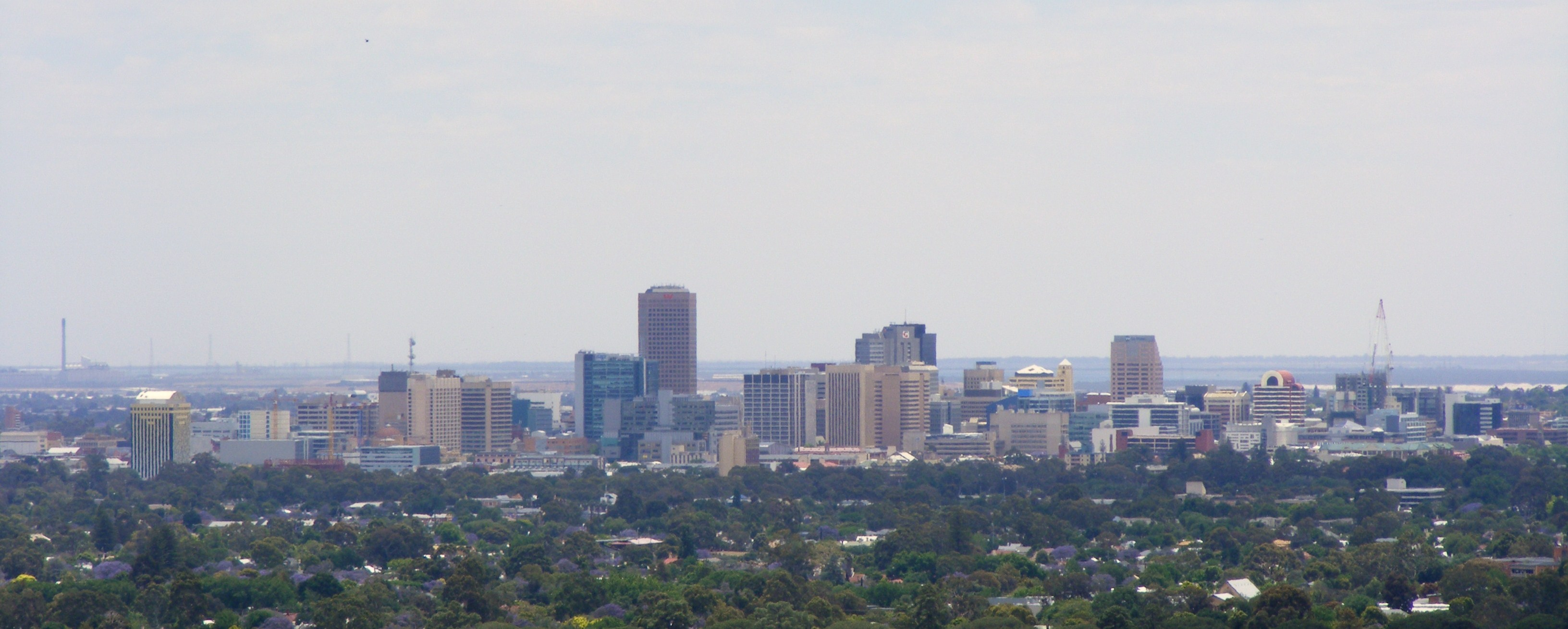
منظر لأديلايد

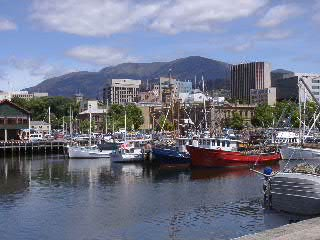
منظر لمدينة هوبارت وجبل ولينغتون

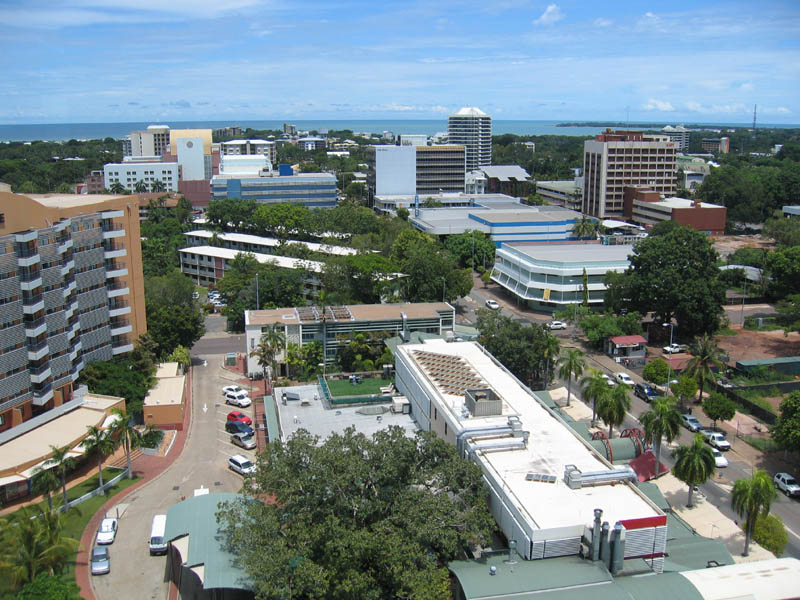
منظر لداروين

| أستراليا الغربية الإقليم الشمالي جنوب أستراليا كوينزلاند نيوساوث ويلز فيكتوريا تاسمانيا ●برث أديلايد ●ملبورن ★كانبرا مقاطعة العاصمة الأسترالية ●سيدني بريزبان هوبارت داروين |

| السلطة القضائية                    | العاصمة | سكان المدينة         | سكان الولاية/الإقليم | تاريخ الدولة                               | عاصمة منذ | الصورة |
| ---------------------------------- | ------- | -------------------- | -------------------- | ------------------------------------------ | --------- | ------ |
| أستراليا وإقليم العاصمة الأسترالية | كانبرا  | 435,019[بحاجة لمصدر] | 403,468              | يجب أن يبقى إقليماً بموجب الدستور الأسترالي | 1913      |        |
| نيوساوث ويلز                       | سيدني   | 5,029,768            | 7,759,274            | 1788                                       | 1788      |        |
| فيكتوريا                           | ملبورن  | 4,725,316            | 6,179,249            | 1851                                       | 1851      |        |
| كوينزلاند                          | بريزبان | 2,360,241            | 4,848,877            | 1859                                       | 1860      |        |
| أستراليا الغربية                   | برث     | 2,022,044            | 2,558,951            | 1829                                       | 1829      |        |
| جنوب أستراليا                      | أديلايد | 1,324,279            | 1,713,054            | 1836                                       | 1836      | .      |
| تاسمانيا                           | هوبارت  | 224,462              | 517,588              | 1825                                       | 1826      |        |
| الإقليم الشمالي                    | داروين  | 145,916              | 245,740              | دولة غير منجزة                             | 1911      |        |